# Mircea Djuvara
Mircea Djuvara (n. 18/30 mai 1886, București – d. 7 noiembrie 1945, București) a fost un filozof și jurist român, membru corespondent (din 1936) al Academiei Române.

## Date biografice
A urmat la București cursurile Facultății de Drept și de Litere și Filosofie, obținând licența ambelor facultăți în 1909 cu rezultate strălucite. Cu asemenea rezultate obține și doctoratul în drept la Sorbona cu teza: "Le fondement du phénomène juridique. Quelques réflections sur les principles logiques de la connaisance juridique". Din vasta sa operă concretizată în peste 144 de titluri amintim: "Teoria generală a dreptului (Enciclopedia Juridică)" 1930; "Drept rațional, izvoare și drept pozitiv" 1934; "Precis de filosofie juridică" 1941. Semnificativă pentru personalitatea lui Mircea Djuvara din perspectiva filosofiei dreptului sunt aprecierile lui Giorgio del Vecchio care în contextul prezentării scurte dar dense a preocupării privind filosofia dreptului în România, scrie despre Mircea Djuvara că este: "mai presus de toți... care prin vastitatea și profunzimea încercărilor sale trebuie să fie recunoscut nu numai ca cel mai mare gânditor roman, dar și ca unul dintre cei mai mari gânditori contemporani în domeniul filosofiei juridice", care "... format pe baze neokantiene, se depărtează totuși de formalismul neokantian printr-o analiză profundă și originală a realității dreptului viu".

## Decorații
- Semnul Onorific „Răsplata Muncii pentru 25 ani în Serviciul Statului” (13 octombrie 1941)[3]